# NGC 43
NGC 43 je čočková galaxie vzdálená od nás zhruba 196 milionů světelných let nacházející se v souhvězdí Andromedy.